# 若鯉戦
若鯉戦（わかごいせん）は、囲碁の棋戦で、30歳以下かつ七段以下の棋士によって争われる。2006年創設。当初は非公式戦であったが、2011年第6回より公式戦となった。正式タイトル名は、協賛企業名を冠した広島アルミ杯・若鯉戦である。
- 主催：日本棋院、日本棋院広島県本部
- 後援：中国新聞社（第10回 - ）
- 特別協賛：広島アルミニウム工業株式会社
- 優勝賞金：300万円（第10回 - ） - 第9回までは200万円。

## 出場棋士
日本棋院または関西棋院所属の、30歳以下かつ七段以下の棋士が出場する（第10回 - ）。
- 第1-5回（非公式戦）は、30歳以下かつ五段以下の日本棋院所属棋士の出場[1][注 1]。
地元広島県在住の山本賢太郎ら、地方に在住する棋士に本戦へのシード権を与える独自の制度があった[1]。

- 第6-9回は、30歳以下かつ六段以下の日本棋院所属棋士の出場。

- 新人王戦とは異なり、一度優勝した棋士でも参加資格を満たしていれば再出場できる。

## 方式
- 試合方式 - トーナメント方式。予選は各支部で行われ、東京男性・東京女性・関西男性・中部男性・関西中部女性の枠を争う。前述のように、第1-5回は地方在住の棋士に本戦へのシード権が与えられていた。本戦（16名）は、広島県広島市でトーナメント方式で2日に渡って行われる。決勝は1番勝負。
- コミ - 6目半。
- 持時間 - 初手から1手30秒で秒読み時計を使用し、1分単位で合計10回の考慮時間がある（いわゆるNHK杯方式）。第3回までは各30分、使い切ってから1分の秒読み式であった。

## 歴代優勝者と決勝戦
（左が優勝者）
1. 2006年 謝依旻 - 李沂修 - 非公式棋戦として開催
2. 2007年 志田達哉 - 三谷哲也
3. 2008年 三谷哲也 - 安斎伸彰
4. 2009年 内田修平 - 山森忠直
5. 2010年 寺山怜 - 山本賢太郎
6. 2011年 内田修平 - 志田達哉 - 今大会以降公式棋戦として開催
7. 2012年 鈴木伸二 - 一力遼
8. 2013年 一力遼 - 富士田明彦
9. 2014年 本木克弥 - 六浦雄太
10. 2015年 寺山怜 - 志田達哉
11. 2016年 一力遼 - 本木克弥
12. 2017年 李沂修 - 姚智騰
13. 2018年 富士田明彦 - 小池芳弘
14. 2019年 平田智也 - 六浦雄太
15. 2020年 藤沢里菜 – 孫喆
16. 2021年 上野愛咲美 – 西健伸
17. 2022年 上野愛咲美 – 小池芳弘
18. 2023年 広瀬優一 – 小池芳弘
19. 2024年 横塚力 – 広瀬優一

## 記録
- 第1回（非公式戦）優勝の謝依旻は、「男女混合棋戦初の女性棋士の優勝」。
- 第15回優勝の藤沢里菜は、「男女混合公式棋戦初の女性棋士の優勝」。
- 第16回に上野愛咲美が優勝したことで、史上初めて女性棋士が2年連続で男女混合公式棋戦の優勝者となった。更に上野は第17回でも優勝し、本棋戦初の連覇、かつ「男女混合棋戦初の女性棋士の連覇」、かつ史上初の男女混合棋戦での3年連続女性棋士優勝を記録した。